# 王屯龙王庙
王屯龙王庙，位于中国青海省贵德县河东乡王屯村，为第七批青海省文物保护单位，公布日期为2004年5月10日，类型为古建筑。
王屯龙王庙的历史年代为明。